# Liste der Monuments historiques in Pluméliau-Bieuzy
Die Liste der Monuments historiques in Pluméliau-Bieuzy führt die Monuments historiques in der französischen Gemeinde Pluméliau-Bieuzy auf.

## Liste der Bauwerke
| Bezeichnung                                                                                       | Beschreibung | Standort                                   | Kennzeichnung | Schutzstatus   | Datum     | Bild |
| ------------------------------------------------------------------------------------------------- | ------------ | ------------------------------------------ | ------------- | -------------- | --------- | ---- |
| Schloss                                                                                           |              | Rimaison in Bieuzy (Lage)                  | PA00091034    | Inscrit Classé | 1925 1958 |      |
| Dolmen von Kermabon                                                                               |              | Kermabon in Bieuzy (Lage)                  | PA00091035    | Classé         | 1935      |      |
| Kirche Notre-Dame mit Passionsfenster, Leben-Jesu-Fenster und Kreuzigungs- und Grablegungsfenster |              | Bieuzy (Lage)                              | PA00091037    | Inscrit        | 1925      |      |
| Fontaine Saint-Bieuzy                                                                             |              | Rue de Kerven in Bieuzy (Lage)             | PA00091036    | Inscrit        | 1928      |      |
| Haus                                                                                              |              | Rue de Kerven in Bieuzy (Lage)             | PA00091038    | Inscrit        | 1935      |      |
| Mühle                                                                                             |              | Rimaison in Bieuzy (Lage)                  | PA00091039    | Classé         | 1994      |      |
| Calvaire                                                                                          |              | Port Arthur in Pluméliau (Lage)            | PA00091545    | Inscrit        | 1935      |      |
| Kapelle                                                                                           |              | Pluméliau (Lage)                           | PA00091546    | Classé         | 1910      |      |
| Kapelle                                                                                           |              | Saint-Nicolas des Eaux in Pluméliau (Lage) | PA00091547    | Inscrit        | 1928      |      |